# Philocheras megalocheir
Philocheras megalocheir is een garnalensoort uit de familie van de Crangonidae. De wetenschappelijke naam van de soort is voor het eerst geldig gepubliceerd in 1915 door Stebbing.